# Hemicordulia australiae
Hemicordulia australiae – gatunek ważki z rodziny szklarkowatych (Corduliidae).